# Ivo Pukanić
Ivo Pukanić, hrvaški novinar, * 21. januar 1961, Zagreb, † 23. oktober 2008.
Pukanić je bil urednik tednika Nacional. Leta 2003 je napravil intervju z generalom Gotovino. 
23. oktobra 2008 zvečer je bil Pukanić ubit v atentatu z eksplozivno napravo. V napadu je umrl tudi sodelavec Niko Franjić.